# J.L. Austin
John Langshaw "J.L." Austin, född 26 mars 1911 i Lancaster i Lancashire, död 8 februari 1960 i Oxford i Oxfordshire, var en brittisk språkfilosof. Hans främsta insats rör talakter. Austin gick bortom den vanliga uppdelningen av yttranden som deskriptiva eller evaluativa. Exempelvis i uttalanden som "jag lovar att..." är själva uttalandet en handling, varför det faller utanför tidigare nämnda kategorier.
Begrepp som Austin använder i sina analyser är:
- lokutionär akt (locutionary force) – vad som sägs
- illokutionär akt – vad som avses
- perlokutionär akt – vilken effekt talakten har (på mottagaren)

Austin är känd för sina analyser av vardagsspråkets detaljer och den teori för talakter han utvecklade i boken How to Do Things With Words 1962. Han hjälpte också till att introducera den då ganska okända Gottlob Frege för en engelskspråkig publik genom en översättning av Freges Die Grundlagen der Arithmetik 1950.
Austins insatser för den filosofiska riktning som kommit att kallas vardagsspråksfilosofi omfattar inte bara teorin om talakter utan även mycket annat och han kan tillsammans med Wittgenstein och Ryle ses som en av riktningens tidiga ledargestalter.